# Labdarúgó-Balkán-bajnokság
A labdarúgó-Balkán-bajnokság , röviden Balkán Kupa,  egy nemzetközi szövetségi labdarúgóverseny, amelyet 1929 és 1980 között vívtak a balkáni régió országai. A legsikeresebb csapat Románia volt 4 címmel.
Mihajlo Andrejević dr. a Jugoszláv labdarúgó-szövetségben a nemzetközi ügyek vezetője volt. Nagy nemzetközi sportkapcsolatainak eredményeként 1929-ben megszervezte a labdarúgó-Balkán-bajnokságot – a válogatottak részére kiírt tornasorozatot. 1929–1980 között a Balkán régió országainak válogatott csapatai mérték össze erejüket. Az első tornát 1929-ben rendezték Románia, Görögország, Jugoszlávia és Bulgária válogatott csapatainak közreműködésével. Minden csapat kétszer játszott egymással – otthon és idegenben. Az elért pontok alapján az első kiírást Románia válogatott együttese nyerte. A versenykiírás szerint a nemzetközi labdarúgó tornát 2-3 évenként rendezték meg. A tornasorozatban 1946-ig ugyanaz a négy válogatott csapat vett részt, 1946-ban Görögországot Albánia váltotta, aki rögtön meg is nyerte a tornát. 1947-ben Magyarország, 1948-ban Lengyelország és Csehszlovákia gárdáival 7 együttesre növekedett a nevezettek létszáma. A tornasorozatot felfüggesztették, majd 1973-ban újraélesztették. Csak négy ország válogatottja versenyezett, Románia, Bulgária, Törökország és Görögország, később a négyeshez csatlakozott Jugoszlávia együttese is.

## Döntők[1]
| Szezon              | Győztes (címek)                                                                                         | Döntős                                                                                                  | 3.helyezett                                                                                             | Gólkirály                                                                                          | Gólkirály |
| Szezon              | Győztes (címek)                                                                                         | Döntős                                                                                                  | 3.helyezett                                                                                             | Játékos ország                                                                                     | Gól       |
| ------------------- | --- | --- | --- | -------------------------------------------------------------------------------------------------- | --------- |
| 1929–31 (részletek) | Románia (1)                                                                                             | Jugoszlávia                                                                                             | Görögország                                                                                             | Bodola Gyula (Románia) Wetzer Rudolf (Románia)                                                     | 7         |
| 1931 (részletek)    | Bulgária (1)                                                                                            | Törökország                                                                                             | Jugoszlávia                                                                                             | Asen Panchev (Bulgária)                                                                            | 3         |
| 1932 (részletek)    | Bulgária (2)                                                                                            | Jugoszlávia                                                                                             | Románia                                                                                                 | Aleksandar Živković (Jugoszlávia)                                                                  | 5         |
| 1933 (részletek)    | Románia (2)                                                                                             | Jugoszlávia                                                                                             | Bulgária                                                                                                | Gheorghe Ciolac (Romania) Ștefan Dobay (Románia)                                                   | 4         |
| 1934–35 (részletek) | Jugoszlávia (1)                                                                                         | Görögország                                                                                             | Románia                                                                                                 | Aleksandar Tirnanić (Jugoszlávia) Aleksandar Tomašević (Jugoszlávia)                               | 3         |
| 1935 (részletek)    | Jugoszlávia (2)                                                                                         | Bulgária                                                                                                | Görögország                                                                                             | Lyubomir Angelov (Bulgária)                                                                        | 6         |
| 1936 (részletek)    | Románia (3)                                                                                             | Bulgária                                                                                                | Görögország                                                                                             | Schwartz Sándor (Románia)                                                                          | 4         |
|                     | | | | |           |
| 1946 (részletek)    | Albánia (1)                                                                                             | Jugoszlávia                                                                                             | Románia                                                                                                 | Loro Boriçi (Albánia) Qamil Teliti (Albánia) Nicolae Reuter (Románia) Božidar Sandić (Jugoszlávia) | 2         |
| 1947 (részletek)    | Magyarország (1)                                                                                        | Jugoszlávia                                                                                             | Románia                                                                                                 | Deák Ferenc (Magyarország)                                                                         | 5         |
| 1948 (részletek)    | A verseny 1948 novemberében félbeszakadt, a tabella élén Magyarország volt 16 lejátszott mérkőzés után. | A verseny 1948 novemberében félbeszakadt, a tabella élén Magyarország volt 16 lejátszott mérkőzés után. | A verseny 1948 novemberében félbeszakadt, a tabella élén Magyarország volt 16 lejátszott mérkőzés után. | Deák Ferenc (Magyarország)                                                                         | 5         |
|                     | | | | |           |
| 1973–76 (részletek) | Bulgária (3)                                                                                            | Románia                                                                                                 | nincs                                                                                                   | Cemil Turan (Törökország)                                                                          | 4         |
| 1977–80 (részletek) | Románia (4)                                                                                             | Jugoszlávia                                                                                             | nincs                                                                                                   | Anghel Iordănescu (Románia)                                                                        | 6         |

## Győztesek
| Ország       | Győztes | Döntős |
| ------------ | ------- | ------ |
| Románia      | 4       | 1      |
| Bulgária     | 3       | 2      |
| Jugoszlávia  | 2       | 6      |
| Magyarország | 1       | –      |
| Albánia      | 1       | –      |
| Görögország  | –       | 1      |
| Törökország  | –       | 1      |

## Gólszerzők örökranglistája
| Hely | Név                 | Ország       | Gól |
| ---- | ------------------- | ------------ | --- |
| 1    | Bodola Gyula        | Románia      | 15  |
| 2    | Lyubomir Angelov    | Bulgária     | 13  |
| 3    | Aleksandar Živković | Jugoszlávia  | 10  |
| 4    | Deák Ferenc         | Magyarország | 9   |
| 4    | Asen Peshev         | Bulgária     | 9   |
| 6    | Puskás Ferenc       | Magyarország | 8   |
| 6    | Anghel Iordănescu   | Románia      | 8   |